# Prasinocyma nivisparsa
Prasinocyma nivisparsa är en fjärilsart som beskrevs av Butler 1882. Prasinocyma nivisparsa ingår i släktet Prasinocyma och familjen mätare. Inga underarter finns listade i Catalogue of Life.